# Ronda di notte
Ronda di notte (De Nachtwacht), anche noto come Notte di veglia o La guardia civica in marcia, è un dipinto a olio su tela (359×438 cm) di Rembrandt, realizzato nel 1642 e conservato nel Rijksmuseum di Amsterdam.
Considerato uno dei maggiori capolavori del pittore olandese, per via delle grandi dimensioni, della vivida esecuzione dei dettagli e dell'eccezionale uso della luce, il dipinto raffigura il capitano Frans Banning Cocq, insieme con il suo luogotenente Willem van Ruytenburgh, nel momento in cui impartisce l'ordine di iniziare la marcia, verso un non specificato luogo d'azione o di ritrovo.

## Storia
La Ronda di notte, facente parte di un ciclo di sei grandi tele commissionate a vari artisti di Amsterdam per celebrare in chiave pittorica l'ingresso in città di Maria de' Medici (1639), fu commissionata a Rembrandt dallo scabino Frans Banning Cocq, che pur svolgendo di professione l'attività medica comandava anche una corporazione di archibugieri, i Kloveniers. Obbiettivo di Cocq era quello di farsi ritrarre insieme a quindici suoi ufficiali, così da dare rilievo al proprio aspetto militaresco, cristallizzato nel tema del quadro: il capitano Cocq mentre ordina alla compagnia di avanzare. Rembrandt, che ebbe un compenso di milleseicento fiorini - somma raggiunta in quanto ciascuno degli effigiati contribuì con cento fiorini - iniziò la stesura dell'opera nel dicembre del 1640 e la terminò nella metà del 1642.
Inizialmente collocata nella sala di riunione delle guardie civiche del Kloveniersdoelen, l'antica sede delle milizie della città (oggi vi insiste l'Hotel Doelen), la Ronda di notte venne spostata nel 1715 nella sala del consiglio di guerra del municipio di Amsterdam, in un piccolo spazio tra due porte. Fu proprio in quest'anno che la tela, per essere adattata allo spazio ristrettissimo subì il primo vandalismo: subì infatti la perdita di parte sia del lato sinistro, che vide l'asportazione di una striscia verticale di un metro di base, che del lato destro, che venne mutilato di circa trenta centimetri. Possiamo ricavare queste informazioni sulle dimensioni originali della Ronda di notte grazie a una copia realizzata da Gerrit Lundens, oggi custodita alla National Gallery di Londra.
Il titolo originario dell'opera era La compagnia del Capitano Frans Banning Cocq. Venne rinominata Ronda di notte quando venne spostata nel municipio di Amsterdam nel 1715, dove a causa della sporcizia di circa un secolo e dell'ingiallimento della vernice con cui era ricoperta, appariva talmente scurìta da somigliare ad una scena notturna. A rafforzare questo fraintendimento fu anche il fatto che ad Amsterdam, alla metà del '700, le compagnie di archibugieri come quella raffigurata erano decadute di importanza, e venivano perlopiù utilizzate per la vigilanza notturna.
Durante l'occupazione napoleonica dei Paesi Bassi la Ronda di notte riapparve nella Trippenhuis, quella che nel XIX secolo divenne la prima sede del Rijksmuseum. Da qui, l'opera venne trasferita nel 1885 nella nuova sede del museo; si spostò un'altra volta solo nel settembre del 1939, allo scoppio della seconda guerra mondiale; per proteggere la tela rembrandtiana, si decise di staccarla dalla cornice e di arrotolarla intorno a un cilindro, il tutto opportunamente nascosto in un rifugio sotterraneo nei pressi di Limburgo.
Altri due atti vandalici segnano la storia della Ronda di notte. Il primo avvenne il 14 settembre 1975 per mano di un folle che lacerò la tela con colpi fitti e violenti, procurando ben tredici squarci, alcuni dei quali erano lunghi ottanta centimetri. Il restauro venne avviato quasi subito, e grazie alle varie copie esistenti fu possibile reintegrare l'opera fedelmente, senza rifacimenti arbitrari delle lacune. L'autore del secondo sfregio, avvenuto il 6 aprile 1990, fu invece un uomo che danneggiò il dipinto spruzzandovi dell'acido, che fortunatamente penetrò solo nello strato superficiale, agevolando sensibilmente il successivo restauro.

## Descrizione
La Ronda di notte ritrae il capitano Frans Banning Cocq (che, con un gesto della mano sinistra, ordina alla compagnia di avanzare) e il luogotenente Willem van Ruytenburch circondati dagli archibugieri; i personaggi, ricordiamo, sono effigiati rispetto al loro ordine d'importanza gerarchico. Di diciotto di essi è stato possibile individuare l’identità avvalendosi anche dell’elenco, dipinto successivamente alla morte di Rembrandt, inserito nello scudo presente nella grande arcata di fondo . Tra i componenti della gilda di Cocq emergono anche un uomo sullo sfondo, in cui si è voluto vedere la raffigurazione ad autoritratto di Rembrandt, e una bambina in abito giallo, collocata in primo piano. Malgrado alcune teorie suggeriscano che l'unico ruolo della ragazzina sia quello di rendere il dipinto coloristicamente equilibrato la critica è unanime nell'individuarne un chiaro messaggio allegorico: la fanciulla, infatti, è la mascotte stessa degli archibugieri. Tale interpretazione in chiave simbolica è avallata da alcuni elementi formali. Gli artigli del pollo morto attaccati alla sua cintola alludono sia ai clauweniers (gli archibugieri) che alla sconfitta degli avversari; analogamente la bambina regge il calice della milizia, lasciando emergere l'elsa di un pugnale dietro al pollo. Altri veicoli allegorici dell'impresa marziale del capitano Cocq sono la raffinata luminosità dell'abito della fanciulla (al colore giallo veniva spesso data l'accezione figurativa di simbolo della vittoria), e il casco con foglie di quercia indossato dall'uomo alla sua destra.
Ciascuno degli effigiati è impegnato in un'attività diversa. La maggior parte di essi sta brandendo picche, moschetti, partigiane o spade a doppio taglio, o comunque sta caricando l'archibugio; ma sono raffigurati anche due bambini che corrono in direzioni opposte, un vezzoso cagnolino che trotta, un portabandiera còlto nell'atto di agitare il vessillo e un soldato mentre sta rullando il tamburo. La compagnia degli archibugieri - non ordinatamente allineata, così come richiedeva la tradizione, ma fluida e straordinariamente dinamica - è inondata di luce, che ne mette in risalto i volti e i diversi stati d'animo: allegria, sorpresa, fatica, sussiego, meraviglia, concentrazione, curiosità. Degna di menzione, infine, è la mano di Banning Cocq che, protendendosi in avanti, crea uno spazio virtuale che sembra quasi fuoriuscire dal quadro.
La firma del pittore è apposta sul gradino ai piedi della bambina: «Rembrandt f. 1642».

## Tecnica

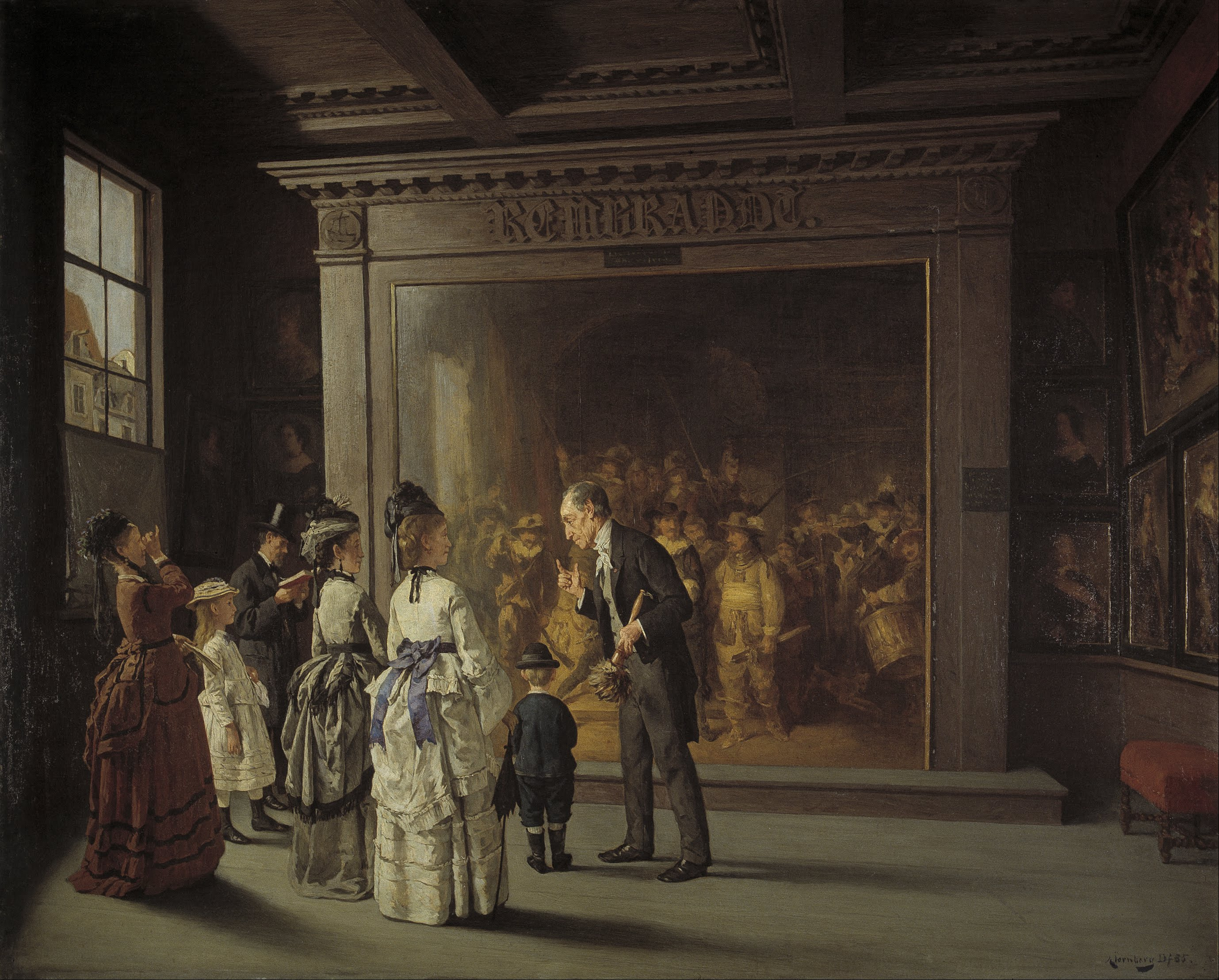
August Jernberg, Die Besucher vor Rembrandts Nachtwache in Amsterdam (1885). In quest'olio su tela è raffigurata la Ronda di notte negli anni di esposizione al Trippenhuis

La Ronda di notte presenta pennellate libere, vibranti, che restituiscono - anche grazie a un sapiente uso delle dita e della spatola - un effetto materico, quasi grumoso. Rembrandt, memore degli insegnamenti di Caravaggio, ricolma questa tela di vitalità e di effetti drammatici, che prendono vita grazie agli eccezionali giochi di luci e di ombre; in particolare, la luce - morbida e intensa - proviene da sinistra e inonda la scena, descrivendo con cura analitica i volti e le figure, esaltando la lucentezza delle armi dei militari, in una successione di sprazzi di luce e voragini di buio. Per ottenere quest'effetto l'artista ha definito e accentuato i punti luminosi, dai quali i riverberi luminosi - grazie a sottili passaggi di velature - spiovono sul resto della composizione. La trama luministica contribuisce anche a guidare l'occhio dell'osservatore verso i tre personaggi più importanti della scena, ovvero il capitano Cocq, il suo luogotenente e la fanciulla vestita d'oro.
Altra innovazione portata avanti dall'opera è l'estrema dinamicità delle figure, che non vengono raffigurate allineate o in posa, come tradizionalmente avveniva nel genere dei ritratti di gruppo (che presentavano solitamente le persone in maniera statica), bensì sono in movimento, essendo colte nell'istante in cui il capitano Cocq ordina loro di schierarsi; di conseguenza, ciascun effigiato compie un'azione diversa rispetto ai suoi compagni, restituendo una composizione ricca di vitalità, energia, movimento. I membri della compagnia, tra l'altro, non sono distaccati tra di loro, ma si pongono in un eloquente dialogo interno, enfatizzato dalla presenza di personaggi e figure esterni agli Archibugieri, quali il cane o i giovinetti che corrono.
La tavolozza di Rembrandt è composta da toni pallidi, fangosi o scuri: fanno eccezione solo il rosso e il giallo, utilizzati per accentuare il ritmo compositivo. I colori più utilizzati sono i seguenti (si specifica il valore Pantone):
| Neutral Black | 7-2-7 | 11-2-4 | 8-2-7 | 1-1-1 |
|               |       |        |       |       |

Samuel von Hoogstraten, allievo di Rembrandt quando dipinse la Ronda di notte, colse rapidamente l'imponenza dell'opera: